# Sentai Filmworks
Sentai Filmworks, LLC est une société américaine située à Houston au Texas. Elle est spécialisée dans la distribution d'anime et de films japonais. La société a été créée en 2008 par John Ledford, anciennement de A.D. Vision.

## Histoire
Fondée en 2008, Sentai avait commencé à sortir ses premiers titres, qui comprenaient Clannad, Princess Resurrection, Indian Summer (ja), Appleseed et Mahoromatic (autrefois édités par Geneon USA). Les titres de la société ont été initialement distribués par ADV Films. Le 1er septembre 2009, A.D. Vision avait fermé ses portes et vendu ses actifs, qui comprenait également le transfert des droits de distribution à Section23 Films.

### Accords avec Sunrise et Tatsunoko
Le 4 juillet 2013, lors de son panel à l'Anime Expo, Sentai Filmworks a annoncé son intention de sortir un certain nombre de titres classiques de Tatsunoko Production. La liste actuelle des titres sortis du partenariat comprend la série et le film originaux de Gatchaman, Time Bokan: Royal Revival (ja) et Casshern, et d'autres titres ont suivi.
Lors de son panel à l'Otakon le 8 août 2013, Sunrise a annoncé un accord de licence avec Sentai Filmworks qui comprenait un certain nombre de titres de Sunrise, auparavant édités par Bandai Entertainment.

### Adaptation locale et doublage
Les anime ont été initialement adaptés localement (sous-titres et doublage anglais) et produits par Seraphim Digital (en). Certains titres tels que Queen's Blade Rebellion (en) et Persona 4: The Animation ont été produits par NYAV Post (en) et Bang Zoom! Divertissement, respectivement. En 2014, la société a ouvert son installation interne d'adaptation locale et d'enregistrement, Sentai Studios.

### Émissions de Toonami
Le 1er juin 2015, Sentai a annoncé sur son site web qu'Akame ga Kill! avait été repris par Adult Swim pour être diffusé sur son programme Toonami, près d'une semaine après son annonce au MomoCon 2015 (en),. La série a commencé à être diffusée le 8 août 2015, et sa première est devenue la plus regardée de l'histoire du programme avec plus de 1,8 million de téléspectateurs. Une autre œuvre éditée par Sentai, Parasyte, a été diffusée à partir du 3 octobre 2015.

### Accord avec Anime Strike
En mars 2017, Sentai a signé un accord avec Amazon pour diffuser la majorité de ses nouvelles licences exclusivement sur Anime Strike (en) aux États-Unis et Prime Video au Canada, à partir de la saison du printemps 2017.
Après l'arrêt d'Anime Strike en janvier 2018, plusieurs titres auparavant exclusifs ont commencé à être diffusés sur HIDIVE.

### Incendie criminel de Kyoto Animation
Le 18 juillet 2019, Sentai Filmworks a lancé une campagne sur GoFundMe à la suite de l'incendie criminel de Kyoto Animation,,. Avec un objectif de 750 000 $, il a dépassé la barre des 1 million de dollars de dons au cours des 24 premières heures et a atteint 2 370 960 $ à la clôture,.

### Investissement par Cool Japan Fund
Le 1er août 2019, la société mère de Sentai Filmworks, Sentai Holdings, LLC, a annoncé que le Cool Japan Fund avait investi 30 millions de dollars pour des actions de la société, déclarant que « le statut indépendant de Sentai en faisait une rareté en Amérique du Nord en tant qu'éditeur d'anime japonais ».

## Distribution à l'étranger
Sentai Filmworks ne publie pas directement ses propriétés sur les marchés non nord-américains (anglophones), contrairement à son prédécesseur, A.D. Vision. Au lieu de cela, elle autorise d'autres sociétés à distribuer ses licences telles que Manga Entertainment, MVM Entertainment (en), Anime Limited et Animatsu Entertainment au Royaume-Uni et Siren Visual (en), Madman Entertainment et Hanabee en Australie et en Nouvelle-Zélande. En 2011, MVM a obtenu la sous-licence de Mahoromatic: Something More Beautiful après la réédition de la série par Sentai, et c'est également le cas pour Broken Blade, Dream Eater Merry, Rozen Maiden et Bodacious Space Pirates pour une sortie au Royaume-Uni.
En Amérique latine, Sentai Filmworks sous-licencie ses titres à des sociétés comme Crunchyroll et Amazon Prime Video. Le 21 juillet 2017, HIDIVE diffuse une sélection de titres en simulcast et de Sentai Filmworks avec des sous-titres espagnols et portugais. En mars 2018, il a été révélé que Sentai Filmworks détient les droits de distribution du film No Game, No Life Zero que la société a donné le feu vert au distributeur mexicain Madness Entertainment. Il a été révélé qu'elle avait directement commandé une version doublée espagnole pour le film. Le 15 mars de la même année, Sentai Filmworks a annoncé l'acquisition de la série Alice or Alice (ja) en Espagne et au Portugal, faisant la première annonce officielle du côté de Sentai d'un anime dans ces pays. 
De même dans les pays francophones, où Sentai n'a pas de présence directe, des droits sont parfois accordés à d'autres sociétés ; la série Assassins Pride en est un exemple, bien que diffusée par Crunchyroll dans la francophonie, la licence de la série dans le monde entier, excepté en Asie, appartient à Sentai,.

## HIDIVE
Après l'arrêt d'Anime Network Online, HIDIVE, LLC, une nouvelle société non affiliée à Anime Network ou Sentai Holdings, a acquis les actifs du service et les a transformés en un nouveau service de streaming appelé HIDIVE, lancé le 20 juin 2017,. Les anciens abonnements à Anime Network Online ont été migrés vers Hidive.
HIDIVE est le diffuseur exclusif de titres sous licence sélectionnés de Sentai et Section23, y compris des doublages en anglais, en plus des simulcast, des titres live-action et des séries plus anciennes. Après l'arrêt d'Anime Strike (en), Hidive a commencé à diffuser les titres qui étaient auparavant exclusifs à l'ancien service d'Amazon,.
Le 21 juillet 2017, HIDIVE a annoncé que le service commencerait à proposer une sélection d'anime avec des sous-titres espagnols et portugais.
En avril 2018, HIDIVE a lancé un service appelé Dubcast pour concurrencer le programme de « simuldub » Funimation et d'autres services de streaming qui distribuent des doublages anglais simultanés, tels que Netflix. Semblable aux simuldubs, les Dubcast diffusent un épisode doublé environ deux à trois semaines après la diffusion japonaise initiale.
Le 18 octobre 2018, VRV a annoncé que HIDIVE lancerait une chaîne sur son service. La chaîne de HIDIVE a remplacé celle de Funimation, qui a quitté le service le 9 novembre 2018. La chaîne est lancée à la fin du mois.
Un partenariat entre MyAnimeList et HIDIVE est annoncé en septembre 2019 ; il permet dans un premier temps à HIDIVE d'afficher les évaluations de contenu de MAL sur sa plateforme de streaming tandis que le lecteur vidéo d'HIDIVE sera intégré sur MAL selon une sélection de programmes de la plateforme à partir du quatrième trimestre de 2019.